# (10092) Sasaki
(10092) Sasaki est un astéroïde de la ceinture principale.

## Description
(10092) Sasaki est un astéroïde de la ceinture principale. Il fut découvert le 15 novembre 1990 à Kitami par Kin Endate et Kazuro Watanabe. Il présente une orbite caractérisée par un demi-grand axe de 2,40 UA, une excentricité de 0,19 et une inclinaison de 1,8° par rapport à l'écliptique.

## Compléments